# Cserépvár
Cserépvár mára elpusztult vár a Bükk-vidéken, Cserépváralja közelében.

## Elhelyezkedése
A Bükk déli lejtőjén, a Cserépváralja melletti Nádor-völgyben fekvő Vár-hegy 291 m magas vulkáni kúpján épült. A hegy az alatta fekvő gerinchez képest 50–60 méterrel emelkedik ki. Közeli szomszédja a 325 m magas Mangó-tető, mely a várból dél felé teljesen elzárja a kilátást, ám ez túl nagy területe (10 ha) miatt alkalmatlan volt erődítésre. A 19. század közepe óta megközelíthető a Tard-Cserépváralja útról leágazó, ma aszfaltozott mezőgazdasági útról.

## Története
A vár építéséről adat nem maradt fenn. A helyi hagyomány szerint egy avar földvár helyén építették, ezt a kutatásoknak még sem igazolni, sem cáfolni nem sikerült. A hasonló várakról szerzett ismeretek alapján valószínűleg a 13. század második felében épült. A közelében álló falut már a vár felépülése előtt is Cserép néven említik az oklevelek (1214), területe pedig egy 1248-as oklevél szerint nem tartozott a községhez, így kizárható hogy a várat és a falut is egy Cserép nevű személyről nevezték volna el.
A vár a Miskolc nemzetséghez tartozó II. Panyit birtokában lévő Tard vagy Tárnokbála területén állt. A Panyit-nem a 13. század második felében építette fel a közeli Éleskő várát, hogy ellensúlyozza a rivális Ákos-nemzetség Dédesen felépült erősségét. Vélhetően ugyanilyen rivalizálással készült Cserép vára is, amely az egri püspök által Fejérkőn emelt vár "ellenváraként" épülhetett.

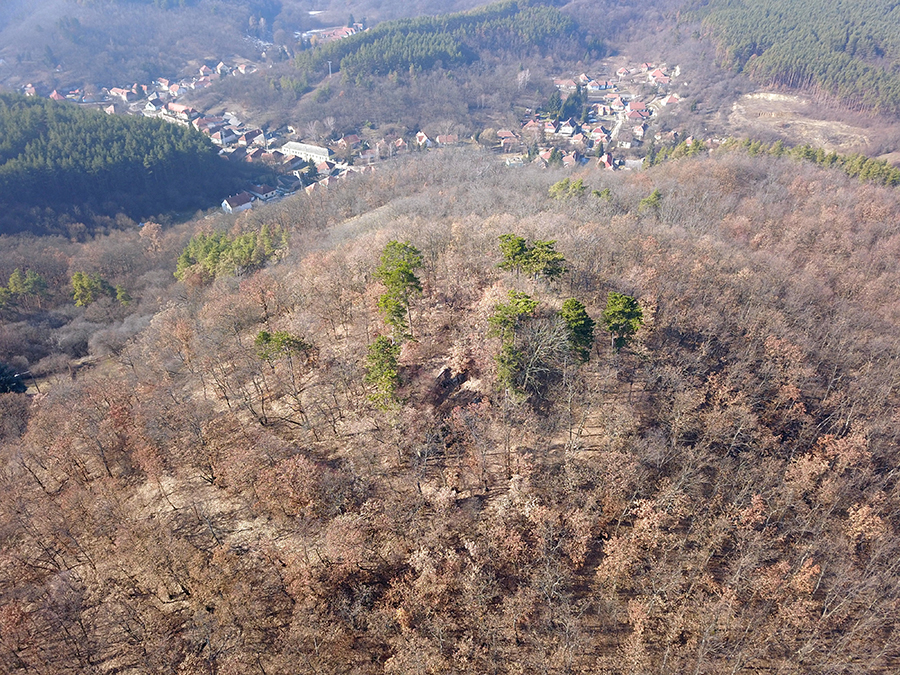
Cserépvár, légi fotó

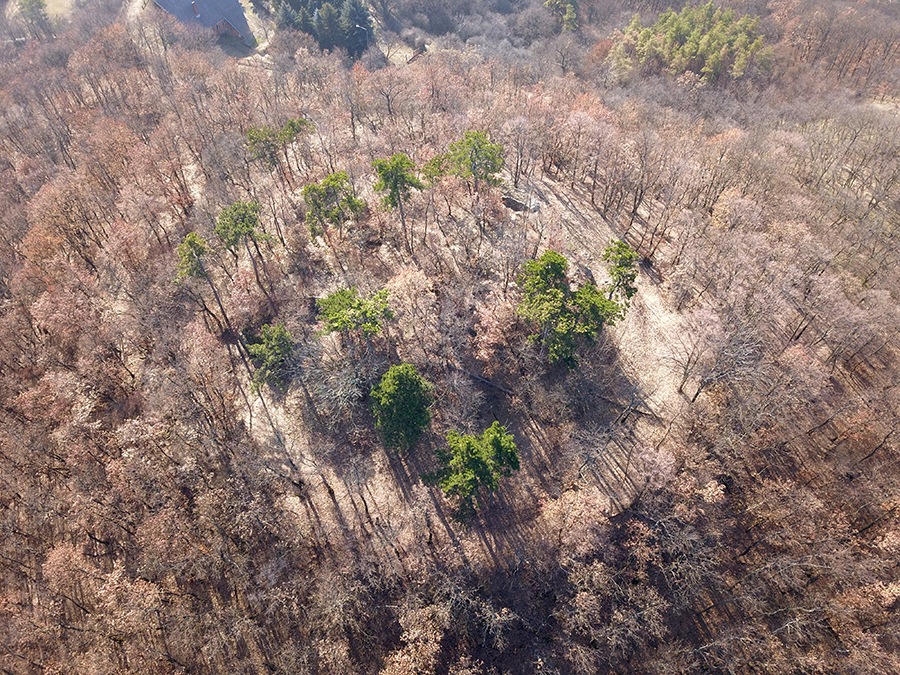
Cserépvár légi felvételen

1330 körül, a Miskolc nemzetség kihalása után előbb rokonaik, a Szécsiek tulajdona, majd 1364-től királyi, a 15. században királynéi birtok lett, végül a 15. század közepétől újra magánkézbe került. Tulajdonosai gyakran változtak, a Rozgonyiak után a Szomszédvári, a Pohárnok, majd újra a Rozgonyi, aztán a Héderváry és a Báthori családok birtokolták. Az 1458–61 közötti pereskedés oklevelei szerint a váruradalomhoz ekkor hét falu tartozott, magát a várat 1458-ban felosztották.
1552 után a törökök több alkalommal is elfoglalták a várat, de megtartani csak Eger 1596-os megszerzése után sikerült nekik, miután az őrség elhagyta azt. Cserépvár Borsod vármegye egyetlen, tartósan török kézre került vára lett, melyet 1614-ben részben felújítottak. 1644-ben a közeli magyar várak őrsége két napig blokád alatt tartotta Cserépvárat, de elfoglalniuk nem sikerült.
Csak Eger visszafoglalása után, 1687. október 30-án szerezte vissza Corbelli ezredes egysége, a Gondola-lovasezred. A külső védműveket felégették, a várban és a közeli tárolóvermekben talált élelmiszert pedig Miskolc városának adták el. 1688-ban Giacomo de Rossi rézmetszetet készített Eger visszafoglalásáról, ahol a vár több elővárát, köztük Cserépvárat is bemutatta, mely ennek egyetlen, de vitatott hitelességű ábrázolása. 1697-ben Buttler egri főparancsnok sürgette a vár felújítását. Ugyanebben az évben itt végezték ki a hegyaljai felkelés néhány résztvevőjét, a Rákóczi-szabadságharc alatt pedig a kurucok itt tartották fogva az egri püspököt. Ezután a vár pusztulása felgyorsult, 1719-től a francia eredetű L’Huillier család tulajdonába került, a családfő, Ferenc pedig a felsővárat kőbányaként hasznosította, amelynek elhordott építőanyagából Cserépváralján kastélyt emeltetett (mára ez is elpusztult).

## Feltárása
A várat először Nováki Gyula és Sándorfi György kutatta. 2004 előtt a vár falai csak néhány méteren voltak ismertek: egy sokszög és egy L alakú falrészlet és két kisebb falmagcsonk volt látható. 2004–2007 között 13 szondázó árokkal és szelvénnyel meghatározták a vár alaprajzát, felszínre kerültek több méter magas falai. Ezeket a kutatások szünetében geotextillel fedték be, majd 2009-ben az önkormányzat pályázaton pénzt nyert a romok konzerválására. Gépi erővel – folyamatos régészeti felügyelet mellett – megtisztították a falak előterét a több köbméter omladéktól, majd megkezdődött ezek ideiglenes konzerválása.

## Leírása
A vár területe 5165 m² a belső váré mindössze 1717 m². Két nagyobb egységből állt: az egyik a külső, fa-földszerkezetű palánkvár, melyet a 17. századi források Cselebi-palánknak neveznek. A másik a kb. 40 m átmérőjű, ovális alakú belső vár. Az eddigi kutatások eredményeként Cserépvárat leginkább egy cölöplyukakba állított palánkkal, ezen belül pedig kettős ovális fallal övezett kis területű belsőváras elrendezésű erősségként kell elképzelni, melyet a 16. században a tűzfegyverek terjedése miatt egy kisebb bástyával erősítettek meg.
Feltételezhető, hogy az Árpád-korban fapalánkkal körülvett erősség leégett, azt a 14. században az egykori palánknál valamivel kijjebb egy 1,6–1,9 méter széles, törtkőböl épült, habarccsal rakott belső falövvel vették körül. Majd a 15. vagy a 16. században ezzel párhuzamosan kb. 2 méterrel kijjebb egy újabb, helyenként 2-3 méter széles és 4-5 méter magas külső falövvel kerítették körbe. Ehhez épült a 16. század második felében egy kisméretű, a falból mindössze 1,5 méterre kiugró, 7 méter széles bástya. Kis mérete miatt az is elképzelhető, hogy nem bástyáról, hanem csak a falat megtámasztó támpillérről van szó. Ezt egy 12,5 méter széles várárok vette körbe, melynek külső oldalán újabb palánk épült ki.
A várfalak előterében azok leomlásából származó másod- és harmadlagos törmelékhalom található, mely a vár 18. századi pusztulásának következménye. A 2009-es feltárások során felszínre került egy 26 méter hosszú falszakasz, mely a vár külső falövét alkotta. Ennek két építési periódusát sikerült elkülöníteni. Az első egy 2,5 méter széles, közepes méretű tört kövekből rakott közel függőleges fal. A második – feltehetőleg az 1614-es török átépítés eredménye – az északnyugati fal elé nagy görgetegkövekből épített erősen döntött ún. ciklopfal. A belső vár épületeiről egyelőre nincsenek információk, csak ciszternáját találták meg. A 18. századi elbányászás során az egész belsővárat, de különösen déli oldalát elpusztították, csak a meredek oldala felőli külső falak alapjai maradtak meg.